# 고세키촌
고세키촌(古関村)은 후쿠시마현 니시시라카와군에 일찍이 존재했던 촌이다. 

## 지리
현재의 시라카와시 남부에 해당한다.
고세키촌은 야미조 산지에 위치해 산이 많은 지형이다. 

## 역사
- 1889년 4월 1일 - 정촌제 시행에 의해 나카노촌, 나이마쓰촌, 야시로다촌, 반자와촌, 세키베촌, 하타주쿠촌이 합병해 니시아이즈군 고세키촌이 성립하였다.
- 1955년 2월 일 - 가네야마촌, 야시로촌과 합병해 오모테고촌이 성립하여, 동일 고세키촌이 폐지되었다.
- 2005년 11월 7일 - 구 시라카와 시·히가시 촌·다이신 촌과 함께 합병해 시라카와시가 성립하였다.

변천사
| 1868년 이전 | 1868년 이전     | 메이지 10년 | 메이지 22년 4월 1일 | 메이지 30년 | 메이지 30년        | 헤세 17년 11월 7일 | 현재       |
| 1868년 이전 | 1868년 이전     | 메이지 10년 | 메이지 22년 4월 1일 | 2月1日      | 8月1日             | 헤세 17년 11월 7일 | 현재       |
| ----------- | --------------- | ----------- | ------------------- | ----------- | ------------------ | ------------------ | ---------- |
|             | 나카노촌        | 나카노촌    | 고세키촌            | 오모테고촌  | 오모테고촌         | 시라카와시         | 시라카와시 |
|             | 나이마쓰        |             | 고세키촌            | 오모테고촌  | 오모테고촌         | 시라카와시         | 시라카와시 |
|             | 社仁井田村      | 야시로다    | 고세키촌            | 오모테고촌  | 오모테고촌         | 시라카와시         | 시라카와시 |
|             | 다카하기 신타촌 | 야시로다    | 고세키촌            | 오모테고촌  | 오모테고촌         | 시라카와시         | 시라카와시 |
|             | 반자와          |             | 고세키촌            | 오모테고촌  | 오모테고촌         | 시라카와시         | 시라카와시 |
|             | 세키베          | 세키베      | 고세키촌            | 오모테고촌  | 시라카와시 에 편입 | 시라카와시         | 시라카와시 |
|             | 하타주쿠        |             | 고세키촌            | 오모테고촌  | 시라카와시 에 편입 | 시라카와시         | 시라카와시 |

## 인구
- 1891년 2,204
- 1920년 3,307
- 1947년4,854

## 오아자
- 나카노 中野（なかの）
- 나이마쓰 内松（ないまつ）
- 야시로다 社田（やしろだ）
- 반자와 番沢（ばんざわ）
- 세키베 関辺（せきべ）
- 하타주쿠 旗宿（はたじゅく）

## 교통

### 철도
- 일본국유철도 (→ 동일본 여객철도)
  - 도호쿠 본선

## 참고문헌
- 角川日本地名大辞典編纂委員会『角川日本地名大辞典 7 福島県』、角川書店、1981年 ISBN 4040010701
- 日本加除出版株式会社編集部『全国市町村名変遷総覧』、日本加除出版、2006年、ISBN 4817813180